# Graafschap Hoya
Hoya was een tot de Nederrijns-Westfaalse Kreits behorend graafschap binnen het Heilige Roomse Rijk.

Wapen Hoya (1575-1582); kwartier 1,4: Hoya; 2a,3a:Neu-Bruchhausen; 2b,3b: Alt-Bruchhausen
Graafschappen en hertogdommen in Noord-Duitsland. Situatie rond 1250. Hoya ligt linksonder op deze kaart.

De burcht Hoya werd voor het eerst vermeld in 1233. De daar wonende edele heren werden voor het eerst in 1202 vermeld.
De heren verwierven gebieden die zij tot een graafschap samenstelden: in 1215 het graafschap Nienburg en in 1383 het graafschap Alt-Bruchhausen (gekocht van graafschap Tecklenburg).
Waarschijnlijk werd het gebied in 1343 verdeeld:
- Over-Graafschap (zetel Nienburg)
- Neder-Graafschap (zetel Hoya) met Alt-Bruchhausen.
- gemeenschappelijk bezit blijft Stolzenau.

In 1383 breidde de graaf van Hoya-Hoya zijn gebied nog uit door de aankoop van het graafschap Nieder-Bruchhausen.
Het graafschap werd herenigd na de dood van Frederik Hoya-Hoya in 1503. Onder graaf Joost II werd de reformatie ingevoerd.
In het begin van de zestiende eeuw werden de graven gedwongen de leensheerschappij van Brunswijk-Lüneburg te erkennen.
Van 1525 tot 1547 was er nog een zijtak te Stolzenau, waar graaf Erik een residentie bouwde. Deze residentie werd ook nog gebruikt door de laatste graaf Otto (overleden 1582).
In 1582 werd het graafschap als rijksleen verdeeld onder Brunswijk-Calenberg, Brunswijk-Wolfenbüttel en Brunswijk-Celle.
- Brunswijk-Calenberg en Brunswijk-Wolfenbüttel kregen het Over-Graafschap met de ambten Stolzenau, Ehrenberg, Syke, Steierberg, Siedenburg, Diepenau, Harpstedt, Bahrenburg en het sticht Bassum.
- Brunswijk-Celle kreeg het Neder-Graafschap met de ambten Hoya, Nienburg, Liebenau, Westen, Altbruchhausen, Neubruchhausen en Thedinghausen.

Vanwege de leensafhankelijkheid van Hessen (sinds 1526) kwamen aan
- Hessen-Kassel het ambt Uchte (met de voogdijen Uchte en Kirchdorf) en het ambt Freudenberg (met de dorpen Bassum, Freudenberg en Loge). De landgraaf van Hessen-Kassel beleende in 1582 de graaf van Bentheim-Tecklenburg met het ambt Uchte (tot 1700).

Dit gaf een geheel andere indeling in een Over- en Nedergraafschap. De hoofdstad van het Overgraafschap werd Stolzenau.
Na het uitsterven van Brunswijk-Calenberg in 1584 kwam hun aandeel aan Brunswijk-Wolfenbüttel. Toen ook deze tak in 1634 uitstierf werden alle delen verenigd onder Brunswijk-Celle. In 1651 werden het Over- en Nedergraafschap administratief verenigd.
Samen met Brunswijk-Celle ging het graafschap later op in het keurvorstendom Hannover.
In 1806 werd een deel van het graafschap bij het koninkrijk Westfalen gevoegd en in januari 1810 de rest. In december 1810 werd het ingelijfd bij het keizerrijk Frankrijk. Het Congres van Wenen in 1815 herstelde de oude situatie, zodat Hoya deel ging uitmaken van het koninkrijk Hannover. In 1816 stond de keurvorst van Hessen-Kassel de ambten Freudenberg en Uchte af aan Hannover, zodat het hele middeleeuwse graafschap weer onder één heerser verenigd werd.

## Regenten
| regering     | naam         | geboren   | overleden  | familie      |
| ------------ | ------------ | --------- | ---------- | ------------ |
| 1404/28-1455 | Otto V       |           | 1455       |              |
| 1455-1494    | Otto VIII    | voor 1451 | 21-12-1494 | zoon         |
| 1494-1503    | Frederik     |           | 6-1-1503   | broer        |
| 1503-1507    | Joost I      | voor 1466 | 6-1507     | tak Nienburg |
| 1507-1545    | Joost II     | 1493      | 25-4-1545  | zoon         |
| 1545-1547    | Erik IV      | 1535      | 12-3-1575  | zoon         |
| 1545-1563    | Albrecht II  | 1526      | 18-3-1563  | broer        |
| (1545-1549)  | Jan IX       | 1536      | 21-10-1549 | broer        |
| (1545-1570)  | Frederik III | 1540      | 12-4-1570  | broer        |
| 1563-1582    | Otto VIII    | 1530      | 25-2-1582  | broer        |
| (1568-1569)  | Erik IV      | 1535      | 12-3-1575  | broer        |